# ラッコ・アメーノ
ラッコ・アメーノ（イタリア語: Lacco Ameno）は、イタリア共和国カンパニア州ナポリ県にある、人口約4,800人の基礎自治体（コムーネ）。
ナポリ湾西部に浮かぶイスキア島にあるコムーネの一つ。

## 地理

### 位置・広がり
イスキア島北部のコムーネ。県都ナポリから西南西へ34kmの距離にある。

#### 隣接コムーネ
隣接するコムーネは以下の通り。
- カザミッチョラ・テルメ
- フォリーオ